# 八木克正
八木 克正（やぎ かつまさ、1944年7月29日 - ）は、日本の英語学者、関西学院大学名誉教授。
神戸市生まれ。1967年神戸市外国語大学英米語科卒業、1973年同大学院修士課程修了。1975年帝塚山短期大学講師、助教授、1985年教授、帝塚山大学教授、1996年関西学院大学社会学部教授、2013年定年、名誉教授、2013年関西外国語大学外国語学部教授、2015同退職。2006年関西学院大学博士（言語コミュニケーション文化)。現在、英語語法文法学会名誉顧問、関西英語語法文法研究会顧問、日本英語コミュニケーション学会顧問。『英語の文法と語法 意味からのアプローチ』で英語語法文法学会学会賞受賞。『世界に通用しない英語 あなたの教室英語、大丈夫?』で日本英語コミュニケーション学会学会賞（学術賞）を受賞。

## 著書
- 『新しい語法研究』山口書店 1987年
- 『文法活用の日常英語表現』英宝社 1990年
- 『ネイティブの直観にせまる語法研究 現代英語への記述的アプローチ』研究社出版 1996年
- 『英語の文法と語法 意味からのアプローチ』研究社出版 1999年
- 『英和辞典の研究 英語認識の改善のために』開拓社 関西学院大学研究叢書 2006年
- 『世界に通用しない英語 あなたの教室英語、大丈夫?』開拓社 2007年
- 『英語教育に役立つ英語の基礎知識Q&A』開拓社 2011年
- 『英語の疑問新解決法 伝統文法と言語理論を統合して』三省堂 2011年
- 『斎藤さんの英和中辞典 響きあう日本語と英語を求めて』岩波書店 2016年
- 『英語にまつわるエトセトラ』研究社 2018年
- 『現代高等英文法：学習文法から科学文法へ』開拓社 2021年
- 『名作英文解釈精選:明治ー昭和の英語入試問題の原典を読む』大修館書店 2024年

### 共編著・監修
- 『英語学概論』吉田和男,梅咲敦子共著 英宝社 1997年
- 『英語に結ばれて 後藤弘教授退職記念論集』加藤富夫,水野政勝共編 共同文化社 2004年
- 『ユースプログレッシブ英和辞典』（編集主幹）内田聖二、衣笠忠司、田中実、安井泉共編 小学館 2004年
- 『新英語学概論』編著 英宝社 2007年
- 『英語で自己表現 大学英語のフレッシュスタート TOEIC予想問題付き』Richard Hodson,井上亜依,Sebastian Fuller共著 英宝社 2009年
- Phraseology, Corpus Linguistics and Lexicography: Papers from Phraseology in Japan. Katsumasa Yagi, Takaaki Kanzaki and Ai Inoue (eds.) Kwansei Gakuin University Press 2011.
- 『英語定型表現研究 歴史・方法・実践』井上亜依共著 開拓社 2013年
- 『小学館オックスフォード英語コロケーション辞典』監修 2015年
- 『熟語本位英和中辞典 新版』（斎藤秀三郎著、豊田実増補、八木克正校注）岩波書店 2016年
- 『慣用表現・変則的表現から見える英語の姿』（住吉 誠・鈴木 亨・西村義樹（編）. 収録論文「断定のモダリティ表現 "it is that）開拓社 2019年
- 『小学校英語のためのスキルアップセミナー―理論と実践を往還する』（鈴木 渉・西原哲雄（編）. 収録論文「文法の理論」）開拓社 2019年
- 『英語実証研究の最前線』（八木克正、神崎高明、梅咲敦子、友繁義典（編））.収録論文「偶然的連鎖・コロケーション・定型表現」開拓社 2020年
- 『文法活用の大学英語演習』（井上亜依, 住吉誠, 藏薗和也, 八木克正）開拓社 2022年。ISBN 9784758923798

## 記念論文集
- 『英語語法文法研究の新展開』田中実・神崎高明（共編）英宝社 2005年 （八木克正教授還暦記念論文集）
- 『21世紀 英語研究の諸相―言語と文化からの視点』井上亜依・神崎高明（共編）開拓社 2012年（八木克正教授退職記念論文集）